# Frédéric Blanchy
Frédéric Blanchy (Bordeaux, 1 de julho de 1868 — 1 de outubro de 1944) foi um velejador francês, campeão olímpico. Ele competiu nas provas da classe 2 – 3 t realizadas nos Jogos Olímpicos de Verão de 1900 e conquistou a medalha de ouro tanto na primeira quanto na segunda corrida disputada a bordo do Ollé ao lado do também francês Jacques Le Lavasseur e do britânico William Exshaw com quem compunha a equipe mista.